# Fantasia (Infinixのアルバム)
『Fantasia』（ファンタジア）は、ニューエイジ・ミュージックバンドInfinixの1stアルバム。制作・発売はInfini Music、販売はユニバーサルミュージックが行った。

## 解説
2枚組のCDは、それぞれ東洋と西洋というテーマで分けられている。一つの楽器という扱いで英歌詞のボーカル曲が収録されている。
ディズニーの作品、美女と野獣、星に願いをが収録されている。
タブラやウドゥなどのパーカッションを取り入れたニューエイジ・ミュージック。
シンフォレストDVDに収録された音源がリメイクされ別曲として収録されている。
パシフィックムーン・レコードの和太鼓ユニット"梵天"に提供した森羅〜Shinraの原曲となった曲「Ambient Blue」が収録されている。
「Oriental lagoon」「Ambient Blue」それぞれbay FM「Music Leaf」のOP・EDテーマとして使われた。

## 収録曲
ディスク1
1. Oriental lagoon
2. 優駿
3. Bird Song
4. 厳寒の大地
5. 遥かなる光の中へ
6. Pale Pink
7. Look up the star'
8. I still
9. Someday
10. Beauty and the Beast
11. When you wish upon a star
12. Our Land

ディスク2
1. H.C.M.,Saigon
2. 飛翔 Soaring Up
3. 彼岸花のテーマ
4. 月見草
5. Ambient Blue
6. Yangtze
7. 修祓の舞
8. ブナの森
9. 四季彩々
10. Deep Blue
11. 山紫水明

## クレジット
- プロデュース：Infinix
- 作曲
  - 坂本勝(except:1-6,7,9,10,11,2-1,3,6,10)
  - 黒木千波留(2-1,3,6,10)
  - Tealla(1-6,7,11)
- ヴォーカル：Tealla
- バイオリン：工藤春彦、土屋玲子
- チェロ: K.Kojima
- 二胡：土屋玲子
- ソプラノ・サクソフォーン、フルート：鈴木雅之
- 篠笛、能管：仲林理恵
- 尺八：上遠野衛